# 儒尼奥尔·梅西亚斯
瓦尔特·梅西亚斯·儒尼奥尔（Walter Messias Júnior，1991年5月13日）是一名巴西职业足球运动员，目前由意大利足球甲级联赛俱乐部熱那亞，在场上位置为攻击型中场。

## 俱乐部生涯

### 早期生涯
梅西亚斯在低级别意大利非职业联赛起步。 之后被前都灵球员兼经理埃齐奥·罗西发掘，并于2015年说服他加入卡萨莱。
在2017-18赛季结束时，他所在的戈扎诺升级到意丙联赛。  2018年9月23日，在对阵库尼奥的比赛中，他首发并打满了全场比赛，完成了自己在戈扎诺的意丙职业联赛首秀。  2018年9月26日，他在对阵皮亚琴察的比赛中打进了他的第一个职业联赛进球。 

### 克罗托内
2019年1月31日，梅西亚斯被出售给意乙俱乐部克罗托内，后者随即将其租借回戈扎诺，直至2018-19赛季结束。 他以33次出场（32次首发）和4个进球的战绩结束了他的第一个职业联赛赛季。 2019年8月24日，梅西亚斯在对阵科森扎的比赛中首发并打满全场，上演了他在克罗托内的意乙首秀。 当赛季，他打入6 个进球，是克罗托内升级的功臣（俱乐部历史上第二次升级），并被球队确认为2020-21赛季意甲联赛球队大名单的一员。 
2020年10月25日，他在对阵卡利亚里比赛中打进了他职业生涯的第一个意甲进球，并在12月份对阵斯佩齐亚和帕尔马的比赛中各打入兩球。 

#### 外借AC米兰
2021年，梅西亚斯被外借至AC米兰，租期一年。同时米兰享有买断的权利。他于2021年10月4日完成了自己在米兰的首秀，并在3-2击败亚特兰大比赛中替补出场。 11月24日，梅西亚斯在米兰客场1-0击败马竞的欧洲冠军联赛中打进了自己在米兰的第一个进球，帮助球队完成了已经时隔数年的欧冠胜利。值得一提的是，这也是他在欧冠联赛中处子秀的处子球。梅西亚斯也将这粒进球描述为“他职业生涯中最重要的时刻”。 2021年12月1日，他在米兰客场3-0战胜热那亚的比赛中首次获得联赛首发，并在之后的比赛中完成梅开二度。

### AC米兰
2022年7月7日，AC米兰俱乐部官方宣布，球队买断梅西亚斯，并与其签约至2024年6月30日。据德国转会市场网站的消息，这笔转会的费用达到了450万欧元。

## 个人生活
梅西亚斯出生于巴西。2011年他与妻子和儿子一起移居意大利，投奔他在都灵的兄弟，經營冰箱銷售生意，負責送貨，并会在空闲时间为一支当地秘鲁社区的球队踢球，因而被發掘。 

## 职业统计
最後更新：match played 7 July 2022
| 俱乐部   | 赛季       | 联赛               | 联赛 | 联赛 | 意大利杯 | 意大利杯 | 洲际比赛 | 洲际比赛 | 其他 | 其他 | 总计 | 总计 |
| 俱乐部   | 赛季       | 级别               | 出场 | 进球 | 出场     | 进球     | 出场     | 进球     | 出场 | 进球 | 出场 | 进球 |
| -------- | ---------- | ------------------ | ---- | ---- | -------- | -------- | -------- | -------- | ---- | ---- | ---- | ---- |
| 卡萨莱   | 2015–16 年 | 意大利足球卓越联赛 | 32   | 21   | —        | —        | —        | —        | —    | —    | 32   | 21   |
| 基耶里   | 2016–17    | 意丁               | 33   | 14   | —        | —        | —        | —        | 1    | 1    | 34   | 15   |
| 戈扎诺   | 2017–18    | 意丁               | 19   | 4    | —        | —        | —        | —        | 4    | 1    | 23   | 5    |
| 戈扎诺   | 2018–19    | 意丙               | 32   | 4    | —        | —        | —        | —        | 3    | 1    | 35   | 5    |
| 戈扎诺   | 总计       | 总计               | 51   | 43   | —        | —        | —        | —        | 8    | 3    | 124  | 46   |
| 克罗托内 | 2019–20    | 意乙               | 34   | 6    | 2        | 0        | —        | —        | —    | —    | 36   | 6    |
| 克罗托内 | 2020–21    | 意甲               | 36   | 9    | 1        | 0        | —        | —        | —    | —    | 37   | 9    |
| 克罗托内 | 总计       | 总计               | 70   | 15   | 3        | 0        | —        | —        | —    | —    | 73   | 15   |
| AC米兰   | 2021–22    | 意甲               | 26   | 5    | 4        | 0        | 2        | 1        | —    | —    | 32   | 6    |
| 生涯总计 | 生涯总计   | 生涯总计           | 212  | 63   | 7        | 0        | 2        | 1        | 8    | 3    | 229  | 67   |